# دوربین (فیلم)
دوربین فیلمی به کارگردانی و نویسندگی کامران شیرزاد ساختهٔ سال ۱۳۷۵ است.

## بازیگران
- رمضان یوسف پور
- عباس شیرزادی مرگاری
- سیمین پهلوان
- علی بابا شریفی
- عزیز اله خرم
- فاطمه شیرزادی مرگاری
- جلال آوند
- امیر شاه آبادی